# 国教
| キリスト教 (宗派問わず) プロテスタント 正教会 ローマ・カトリック | イスラム教 (宗派問わず) スンナ派 シーア派 仏教 |

国教が定められている国

国教（こっきょう）とは、国家が法的かつ公式に保護し、活動を支援する宗教のこと。

## 概説
国家が国教を指定する理由には、国家元首による信仰や、国内における信徒の多さに対する配慮などが挙げられる。現代の国教には一神教が多い。
国教が定められ、なおかつその教義を統治の根本原則とし、国家行事として儀礼を執行する国を宗教国家と呼ぶ。後期ローマ帝国におけるキリスト教、イスラム国家におけるイスラム教などが代表的な例である。これは「世俗国家」と区別されるが、現代において世俗主義をとる国家でも、宗教に高い公的地位を認める例がある（後述）。

### 政教分離と国教
近代国家の多くでは、憲法において政治と宗教また教会と国家を分離（政教分離）し、信教の自由を保障する。そのような国家でも、歴史的経緯から依然国教を定めている例がある（国教会。これらの教団に対してのみ政府は保護・支援を行なう）。イタリアはかつてカトリックが国教であったが、1985年にコンコルダート（政教条約）と呼ばれる、政府と教会との間で条約を結ぶ方式となった（ドイツもこの方式をとる）。このほか、政府が優勢な宗教を尊重する寛容令方式（スイス、ベルギー、フランス、ブラジルなど）がある。これらの類型は重なりがある。
一方、国教を定めず、また優勢な宗教に関して政府が関与しない完全な政教分離方式（アメリカ合衆国、オーストラリア、日本など）をとる国もある。このうち日本を例に取れば、仏教・神道が優勢ではあるが、いずれも日本の国教ではない。しかし、これらの宗教は、歴史的・文化的な理由などから、これらの国々に深い影響を与えてきたため、見えない国教であるという側面もある。

## 各国の国教
以下の各国の国教一覧には、特定の宗教の優位の公的承認を含む。

### キリスト教
| 宗派指定なし            | サモア、 ザンビア                                                                              |
| ローマ・カトリック教会  | バチカン市国、 アルゼンチン、 コスタリカ、 マルタ、 スペイン、 モナコ、 フィリピン             |
| 正教会                  | ギリシャ (ギリシャ正教会)、 フィンランド (フィンランド正教会)、 キプロス (キプロス正教会)      |
| イングランド国教会      | イングランド ( イギリス)                                                                       |
| ルーテル教会 (ルター派) | アイスランド、 デンマーク、 フィンランド、( スウェーデン：2000年まで、 ノルウェー：2012年まで) |
| 長老派教会              | スコットランド ( イギリス)                                                                     |

### イスラム教
| 宗派指定なし           | ジブチ、 イラク、 チュニジア、 パレスチナ (以上アラブ連盟加盟国)、 バングラデシュ、 パキスタン |
| スンニ派               | アルジェリア、 コモロ、 エジプト、 ヨルダン、 リビア、 モーリタニア、 モロッコ、 カタール、 ソマリア、 アラブ首長国連邦 (以上アラブ連盟加盟国)、 アフガニスタン、 ブルネイ、 モルディブ、 マレーシア |
| ワッハーブ派           | サウジアラビア (アラブ連盟加盟国) |
| シーア派               | イラン |
| イバード派             | オマーン (アラブ連盟加盟国) |
| スンニ派およびシーア派 | クウェート、 イエメン、 バーレーン (以上アラブ連盟加盟国) |

### 仏教
| 宗派指定なし | スリランカ                            |
| チベット仏教 | ブータン、 カルムイク共和国 ( ロシア) |
| 上座部仏教   | ミャンマー、 カンボジア、 ラオス      |

### かつて国教を定めていた国
| 大日本帝国     | 神道 ※経緯については後述。 |
| ナチス・ドイツ | 積極的キリスト教           |
| 東ローマ帝国   | 正教会                     |
| ロシア帝国     | 正教会                     |

### 大日本帝国の国教制度についての備考
日本では、明治初期に神道国教化政策が試みられたものの頓挫し、「神道は宗教ではなく道徳である」とする政策が実施された（大日本帝国憲法第28条では信教の自由が保障され、神社参拝も他の宗教の信仰に影響しないとされた）、という背景が「国家神道」の歴史上の解釈である。ただし、平凡社の『世界大百科事典』や小学館の『日本大百科全書』は、「国家神道」の項目の中で第二次世界大戦前の日本における近代天皇制下の神道を「一種の国教制度」「事実上の国家宗教」として紹介している。

## 見えざる国教
アメリカ合衆国は、憲法上は政教分離が定められているが、ロバート・ニーリー・ベラーは多数派による「市民宗教」が、森孝一はキリスト教（聖公会）と啓蒙思想が結合した「見えざる国教」が優勢であるとする。
タイは総人口約6,800万人のうち仏教徒は比率として93.5％ほどで、ほとんどが国教ともいえる上座仏教の信徒であるが、タイ憲法上では仏教を国教とするべく記述は見られず、憲法上では信仰の自由が保障されている。ただしタイ国王は仏教徒でなければならないと明記されており、国王はすべての宗教の擁護者という位置づけにある。